# مقاطعة مونرو (ويسكونسن)
مقاطعة مونرو (بالإنجليزية: Monroe County, Wisconsin)‏ هي إحدى مقاطعات ولاية ويسكونسن في الولايات المتحدة. تأسست سنة 1854، وتبلغ مساحتها 908 ميل مربع (2,350 كـم2)، بلغ عدد سكانها 44673 نسمة في عام 2010 حسب إحصاء مكتب تعداد الولايات المتحدة .

## وصلات خارجية
- الموقع الرسمي
- United States Counties